# 山地艾蛛
山地艾蛛（学名：Cyclosa monticola），又名山塵蛛，为园蛛科艾蛛属的动物。其种加词“monticola”意为“生长在山地的”。分布于日本、台湾岛以及中国大陆的甘肃、新疆、湖南、江西、湖北、浙江、安徽、四川、贵州、云南、福建等地，常见于山区蔬菜及旱作田。该物种的模式产地在日本。